# 黑茨山麓布赖滕巴赫
黑茨山麓布赖滕巴赫是德国黑森州的一个市镇。总面积42.14平方公里，总人口1788人，其中男性955人，女性833人（2011年12月31日），人口密度42人/平方公里。